# Nakajima G5N
Nakajima G5N Shinzan (saveznički naziv - "Liz") je bio četveromotorni dalekometni teški bombarder dizajniran i izrađen za Japansku carsku mornaricu tijekom Drugog svjetskog rata.

## Dizajn i razvoj
Nakajima G5N Shinzan je proizišao iz težnji Japanske carske mornarice za razvojem dalekometnog bombardera sposobnog da nosi veliku količinu ubojitih sredstava. Kako bi se zadovoljili navedeni zahtjevi, očito je bio potreban dizajn s četiri motora. No kako u to vrijeme japanska vojna industrija nije imala puno iskustva u razvoju takvih zrakoplova, izradu takvog zrakoplova su bili prisiljeni temeljiti na već postojećim stranim zrakoplovima, što je naposljetku i učinjeno na osnovi američkog zrakoplova Douglas DC-4E. 1939. godine japanska zrakoplovna tvrtka „Nippon Koku K.K.“ je kupila prototip navedenog zrakoplova (koji je prethodno odbačen od američkih zračnih prijevoznika), te istog predali u tvornicu „Nakajima“, gdje su vršene procjene i ispitivanja navedenog zrakoplova.
Dizajn nastao iz navedenih ispitivanja je bilo potpuno metalni srednjekrilac pogonjen s 4 zračno hlađena zvjezdasta motora „Nakajima NK7A Mamoru 11“ s četverokrakim propelerima. Obrambeno naoružanje su činila dva 20mm topa „Type 99 Model 1“ i jedna 7,7mm strojnica „Type 97“.
Prvi prototip G5N1 je imao prvi let dana 10. travnja 1941. godine. Ukupne performanse su bile nezadovoljavajuće, uglavnom zbog kombinacije velike težine istog, nepouzdanosti motora „Mamoru“ i složenosti dizajna. Dovršena su još samo tri prototipa. U pokušaju da sačuvaju projekt, na još dva primjerka su dodani jači motori „Mitsubishi Kasei 12“ i isti su označeni kao „G5N2“. Iako su Mitsubishijevi motori bili pouzdaniji od originalnih „Nakajima Mamoru 11“, zrakoplov je ipak ostao beznadno slab i otkazana je daljnja proizvodnja.

## Operativna uporaba
Od 6 dovršenih primjeraka, 4 primjerka (po dva G5N2 i G5N1 s motorima Kasei 12) su upotrebljena tek kao dalekometni transportni zrakoplovi pod oznakom Shinzan-Kai Model 12 Transport G5N2-L. Saveznici su istom dali naziv „Liz“ jer su očekivali da će se isti upotrebljavati kao bombarder, a ne za transport .

## Inačice
- G5N1 – proizvodna inačica.
- G5N2 – s motorima „Mitsubishi Kasei 12“.
- G5N2-L – transportna verzija velikog dometa.

## Predložene inačice
- Nakajima Ki-68 – vojna verzija s 4 „Mitsubishi Ha-101“ ili „Nakajima Ha-103“ motora.
- Kawanishi Ki-85 – vojna verzija s 4 „Mitsubishi Ha-111M“ motora.

## Korisnici
- Japan

## Tehničke karakteristike (Nakajima G5N1)
Izvori podataka: Virtual Aircraft Museum
Osnovne karakteristike
- posada: 7-10
- dužina: 31,02 m
- raspon krila: 42,12 m
- površina krila: 201,8 m2
- visina: 8,4 m

Letne karakteristike
- najveća brzina: 420 km/h
- ekonomska brzina: 370 km/h
- dolet: 4.260 km
- najveća visina leta: 7.450 m
- specifično opterećenje krila: 2
- motor: „Nakajima NK7A Mamoru 11 zvjezdasti s 14 cilindera, zračno hlađeni
  - propeler: 4

Naoružanje
- naoružanje: 2 × 20 mm „Type 99“ topovi, 4 × 7,7 mm „Type 97“ strojnice, 2.000 - 4.000 kg bombi